# Super Six World Boxing Classic

Logo des Boxturniers

Super Six World Boxing Classic war ein Boxturnier, das von Oktober 2009 bis Dezember 2011 ausgetragen wurde und bei dem sechs Profiboxer um die WM-Gürtel in der Gewichtsklasse Supermittelgewicht nach den Versionen der WBA und des WBC kämpfen sollten. Während des mit geschätzten 50 Millionen Dollar (ca. 34 Millionen Euro) dotierten Wettbewerbs mussten allerdings einige Kämpfer ausgetauscht und der Turniermodus angepasst werden. Gewinner des Turniers wurde der US-Amerikaner Andre Ward, der sich im Finale gegen den Briten Carl Froch durchsetzte.

## Hintergrund
Die Idee zu dem Super Six World Boxing Classic-Turnier hatte der Sport-Promoter Kalle Sauerland, Sohn des Box-Promoters Wilfried Sauerland, im Mai 2009. Aufgrund der verschiedenen Box-Verbände fänden seiner Ansicht nach zu wenige „große Kämpfe“ statt, die ein breites Publikum anziehen, so dass er nach einer Möglichkeit suchte „verbandsübergreifend den besten Boxer einer Gewichtsklasse“ zu ermitteln. Sauerland besprach die Idee mit Ken Hershman, dem Generaldirektor des US-amerikanischen Fernsehsenders Showtime, und arbeitete mit diesem ein Konzept für ein Turnier mit Gruppenphase, Halbfinale und Finale aus.
Nachfolgend kümmerten sich Sauerland und Hershman um die Auswahl der Boxer. Dabei nutzte Sauerland seine Kontakte zu den europäischen Box-Promotern, während Hershman die US-amerikanischen Vertreter des Turniers gewann. Der ausgearbeitete Vertrag wurde von Sauerland über einen Zeitraum von zwei Monaten weiter überarbeitet, bis er schließlich von allen Verantwortlichen unterschrieben wurde: „Oftmals grenzt es schon an ein Wunder, wenn sich zwei Promoter auf einen einseitigen Vertrag einigen. Hier mussten nun aber fünf Promoter und sechs Boxer unter einen Hut gebracht werden.“
Die ursprünglich am Turnier teilnehmenden Boxer absolvierten im Juli 2009 drei Pressekonferenzen, im Madison Square Garden in den Vereinigten Staaten, im Tivoli Gardens in Kopenhagen sowie vor dem Brandenburger Tor, bei denen sie das Turnier vorstellten.

## Teilnehmer

### Zu Turnierbeginn
Die Teilnehmer beim Start des Turnieres waren drei Europäer sowie drei US-Amerikaner. Als Favorit für den Gesamtsieg wurde vor Turnierbeginn vorwiegend der WBA-Supermittelgewichtsweltmeister Mikkel Kessler (30) aus Dänemark angesehen. Der britische WBC-Weltmeister Carl Froch (32) startete als zweiter amtierender Titelträger in dieser Gewichtsklasse in den Wettbewerb. Der aus Armenien stammende deutsche Boxer Arthur Abraham (29) hatte vor dem Turnier seinen IBF-Mittelgewichtstitel nach zehn erfolgreichen Titelverteidigungen niedergelegt, um in das Supermittelgewicht aufzusteigen. Der US-Amerikaner Jermain Taylor (31), welcher 2005 gegen Bernard Hopkins alle vier bedeutenden Weltmeistertitel im Mittelgewicht gewonnen hatte, boxte bereits seit 2008 mit wechselhaftem Erfolg im Supermittelgewicht.
Die als Nachwuchshoffnungen geltenden US-Amerikaner Andre Ward (25) und Andre Dirrell (26) gingen als im Profibereich unerfahrenste Boxer in das Turnier, konnten allerdings Erfolge im Amateurboxen vorweisen: Ward wurde 2004 in Athen Olympiasieger im Halbschwergewicht, Dirrell gewann beim selben Turnier Bronze im Mittelgewicht. Beide wurden mit Blick auf das Vermarktungspotential des Turniers auf dem US-amerikanischen Markt anderen, verdienteren, Boxern vorgezogen. Boxer, die trotz ihrer Erfolge in dieser Gewichtsklasse zum Zeitpunkt des Turniers nicht teilnehmen, sind der rumänische IBF-Weltmeister Lucian Bute, der zum Zeitpunkt der Turniervorstellung amtierenden ungarische WBO-Weltmeister Károly Balzsay bzw. dessen Nachfolger Robert Stieglitz.
Froch, Abraham, Ward und Dirrell konnten vor Beginn des Turniers alle ihre Profikämpfe für sich entscheiden, Kessler verlor einmal in 42 Kämpfen. Taylor hatte bereits drei Niederlagen zu verzeichnen.

### Änderungen im Turnierverlauf
Nach seiner schweren K.-o.-Niederlage in der ersten Turnierrunde entschied Jermain Taylor im Januar 2010, sich aus gesundheitlichen Gründen vom Turnier zurückzuziehen. Als Ersatzkandidat für Taylor sollte der Sieger eines für den am 5. Februar 2010 geplanten Ausscheidungskampfes zwischen dem US-Amerikaner Allan Green und dem aus Kamerun stammenden Sakio Bika in das Turnier einsteigen. Bika sagte den Kampf allerdings ohne weitere Begründung ab, weshalb der freie Platz direkt an Green vergeben wurde.
Mikkel Kessler gab während einer Pressekonferenz am 25. August 2010 bekannt, dass er aufgrund einer Augenverletzung seine Teilnahme an dem Turnier abbrechen muss. Auf Anraten seiner Ärzte sollte er mindestens neun Monate pausieren, so dass es ihm nicht möglich war, weitere Kämpfe der Turnierserie im vorgegebenen Zeitrahmen zu bestreiten. Als Ersatz wurde der 41-jährige Jamaikaner Glen Johnson bestimmt.
Nachdem sich die Verhandlungen bezüglich des Termins und Austragungsortes der geplanten Drittrundenbegegnung zwischen Andre Ward und Andre Dirrell, außerhalb des Ringes befreundet, hinzogen und es sogar zu einer Strafandrohung wegen eventuellem Vertragsbruch kam, sollten sich beide Parteien nicht einigen, verkündete das Dirrells Management am 8. Oktober 2010 seinen Rückzug vom Turnier aufgrund „neurologischer Probleme“; für ihn wurde kein Nachrücker eingeladen.

## Modus und Regeln
Das Turnier begann mit einer Gruppenphase, in der jeder Teilnehmer gegen drei Boxer Kämpfe bestreiten sollte. Die Kämpfe waren auf zwölf Runden mit je drei Minuten angesetzt. Der Sieger eines Kampfes erhielt zwei, der Verlierer null Punkte. Ist der Sieg durch Knockout erzielt worden, wurde dem Gewinner ein Bonuspunkt gutgeschrieben. Bei einem Unentschieden wurde jeweils ein Punkt vergeben.
Nach Beendigung der Gruppenphase bestritten die vier Kämpfer mit den meisten Punkten das Halbfinale. Als Tie-Break bei Punktegleichheit wurde (1) das Ergebnis des direkten Zusammentreffens der Boxer, (2) die Anzahl der Knockouts und (3) die Summe der Punktewertung aus der Gruppenphase herangezogen. Die daraus hervorgegangenen Gewinner traten dann im Finale gegeneinander an.

## Kämpfe

### Gruppenphase
Das Turnier begann am 17. Oktober 2009 mit den Kämpfen Arthur Abraham gegen Jermain Taylor in Berlin und Carl Froch gegen Andre Dirrell in Nottingham. Abraham konnte den ersten Kampf durch einen K. o. kurz vor Ende der zwölften Runde gewinnen. Den zweiten Kampf des Abends konnte Carl Froch mit 115:112, 115:112 und 113:114 nach Punkten für sich entscheiden, so dass er Dirrell die erste Niederlage seiner Profi-Laufbahn bescherte. Das letzte Duell der Auftaktrunde am 21. November 2009 gewann Andre Ward gegen den favorisierten Mikkel Kessler überraschend deutlich nach Punkten. Im Kampf erlitt Mikkel Kessler zwei Platzwunden im Augenbereich. Die Verletzungen wurden wahrscheinlich durch Kopfstöße verursacht, die vom Ringrichter aber als unabsichtlich gewertet wurden. In der elften Runde brach der Ringrichter aufgrund dieser Verletzung den Kampf ab und erklärte den nach Punkten deutlich führenden Andre Ward zum Sieger.
Der ursprünglich für den 23. Januar 2010 angesetzte Kampf zwischen Andre Dirrell und Arthur Abraham wurde zuerst auf den 6. März verschoben, da kein geeigneter Ort für die Austragung im Januar verfügbar war. Wegen einer Rückenverletzung von Dirrell wurde dieser ein weiteres Mal auf den 27. März verschoben. Dirrell gewann diese Begegnung durch Disqualifikation Abrahams in der elften Runde, da dieser – nach Punkten deutlich zurückliegend (92:97, 91:98, 92:97) – den zuvor ausgerutschten und auf dem Ringboden knienden Dirrell mit einem Schlag traf, was vom Ringrichter als absichtliches Foul gewertet wurde. Zudem wurde Abraham in diesem Kampf erstmals in seiner Laufbahn als Profiboxer angezählt, als er beim Zurückweichen vor einem Konterangriff Dirrells in Rücklage einen Treffer kassierte, die Balance verlor und zu Boden fiel.
Der aufgrund des Rückzugs von Jermain Taylor nach der ersten Runde der Gruppenphase freigewordene Startplatz wurde im Februar 2010 mit dem Ersatzkandidaten Allan Green aufgefüllt, der mit null Punkten nahtlos in die zweite Runde der Gruppenphase einstieg. Mikkel Kessler errang am 24. April 2010 in seinem zweiten Kampf die ersten Turnierpunkte, als er WBC-Weltmeister Carl Froch durch einen Punktsieg entthronte. Dies war zugleich die erste Niederlage des Briten in seiner Profikarriere. Der zunächst am gleichen Tag angesetzte Termin für den Kampf Greens gegen Andre Ward musste auf den 19. Juni 2010 verschoben werden, nachdem sich Ward das bereits einmal operierte rechte Knie verletzt hatte. Ward besiegte Allen Green schließlich klar nach Punkten – alle drei Punktrichter werteten jede der zwölf Runden zu seinen Gunsten – und blieb als einziger Teilnehmer nach der zweiten Runde der Gruppenphase ungeschlagen.
Der Ablauf der dritten Runde war lange Zeit unklar, nachdem Mikkel Kessler aufgrund einer Augenverletzung aus dem Turnier ausgestiegen war und Allan Green daher keinen Gegner hätte. Als Ersatz für Kessler wurde letztlich Glen Johnson verpflichtet. Der Kampf zwischen Green und Johnson wurde für den 6. November 2010 ausgetragen und von Johnson durch K. o. in der achten Runde gewonnen. Er erreichte mit nur einem Vorrundenkampf als letztlich Drittplatzierter das Halbfinale, während Allan Green punktlos ausschied.
Der ursprünglich für den 25. September 2010 geplante Kampf zwischen Andre Dirrell und Andre Ward wurde zuerst ohne weitere Begründung auf den 27. November verschoben. Bei diesem Kampf sollte auch um den nach dem Rückzug von Mikkel Kessler vakanten Weltmeistertitel nach WBC-Version gekämpft werden, der Gewinner hätte zwei Titel getragen, da Andre Ward bereits als Weltmeister nach WBA-Version geführt wurde. Nach dem Ausstieg Dirrells aus dem Turnier bekam Ward einen automatischen Sieg gutgeschrieben, so dass er vorzeitig mit sechs Punkten nach der Gruppenphase in das Halbfinale einzog. Ward bestritt als Ersatz für den abgesagten Kampf gegen Dirrell am gleichen Ort und Termin, dem 27. November 2010 in Oakland, eine Titelverteidigung der WBA-Weltmeisterschaft gegen Sakio Bika, die er nach Punkten gewann.
Nachdem Carl Froch nicht in Deutschland gegen Arthur Abraham antreten wollte und sogar mit einem Ausstieg aus dem Turnier drohte, Arthur Abraham es seinerseits ebenfalls ablehnte, in Frochs Heimat England zu boxen, wurde nach langwierigen Verhandlungen zunächst Monaco als neutraler Austragungsort gewählt. Der für den 2. Oktober 2010 angesetzte Kampf musste allerdings aufgrund einer Rückenverletzung von Carl Froch auf den der 27. November 2010 verlegt werden; neuer Veranstaltungsort wurde die finnische Hauptstadt Helsinki; zudem wurde um den wieder vakanten WBC-Titel gekämpft, den Mikkel Kessler nach seinem verletzungsbedingten Ausstieg aus dem Turnier hatte abgeben müssen. Froch siegte schließlich gegen den sehr passiv boxenden Abraham klar nach Punkten und sicherte sich somit neben der erneuten WBC-Weltmeisterschaft den zweiten Platz im Endklassement der Vorrunde, während Abraham auf den vierten Rang zurückfiel.
| Rang                              | Teilnehmer         | Kämpfe | Siege (K. o./TKO) | Niederlagen (K. o./TKO) | Unentschieden | Punkte | Weltmeistertitel Supermittelgewicht |
| --------------------------------- | ------------------ | ------ | ----------------- | ----------------------- | ------------- | ------ | ----------------------------------- |
| 01.                               | Andre Ward (d)     | 2      | 3 (0)             | 0 (0)                   | 0             | 6      | WBA                                 |
| 02.                               | Carl Froch         | 3      | 2 (0)             | 1 (0)                   | 0             | 4      | WBC                                 |
| 03.                               | Glen Johnson (b)   | 1      | 1 (1)             | 0 (0)                   | 0             | 3      | --                                  |
| 04.                               | Arthur Abraham     | 3      | 1 (1)             | 2 (0)                   | 0             | 3      | --                                  |
| 05.                               | Allan Green (a)    | 2      | 0 (0)             | 2 (1)                   | 0             | 0      | --                                  |
| 0                                 | Andre Dirrell (c)  | 2      | 1 (0)             | 1 (0)                   | 0             | 2      | --                                  |
| 0                                 | Mikkel Kessler (b) | 2      | 1 (0)             | 1 (0)                   | 0             | 2      | --                                  |
| 0                                 | Jermain Taylor (a) | 1      | 0 (0)             | 1 (1)                   | 0             | 0      | --                                  |
| (kursiv: vorzeitig ausgeschieden) |                    |        |                   |                         |               |        |                                     |

### Halbfinale

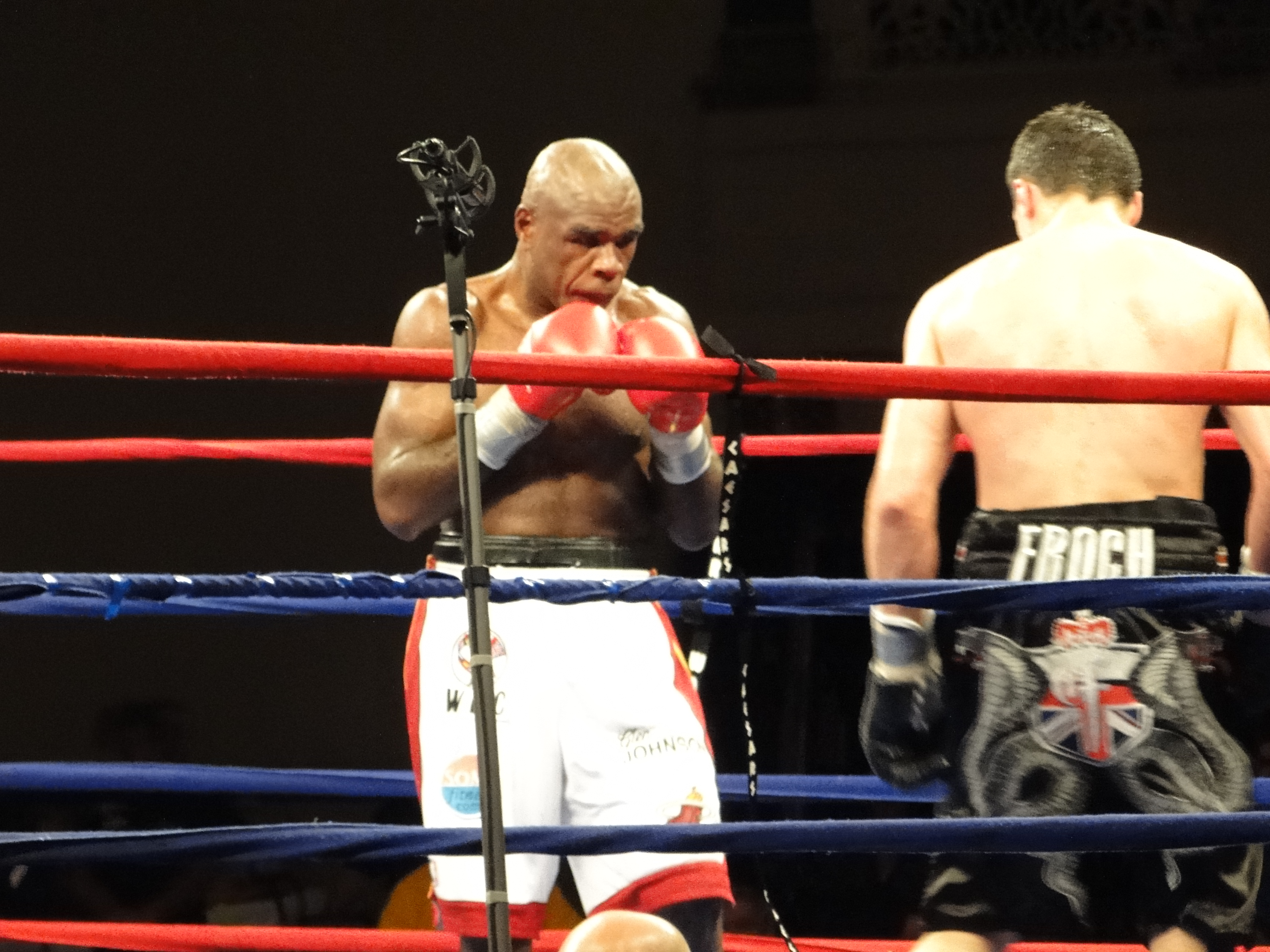
Halbfinale: Froch - Johnson

Das erste Halbfinale bestritten der nach der Gruppenphase erstplatzierte Andre Ward und Arthur Abraham, der die Vorrunde auf Rang vier abgeschlossen hatte. Der Kampf fand am 14. Mai 2011 in der im US-Bundesstaat Kalifornien gelegenen Stadt Carson statt, was für Kritik wegen einer vermeintlichen Bevorteilung des US-Amerikaners sorgte, da der aus Kalifornien stammende Ward somit alle Turnierkämpfe inklusive des Halbfinals in seiner Heimat bestreiten konnte, während die anderen Teilnehmer mindestens einmal, meist sogar mehrfach im Ausland antreten mussten. Der nach der überzeugenden Vorrunde favorisierte Ward siegte dann schließlich klar nach Punkten gegen Abraham und verteidigte zudem die WBA-Weltmeisterschaft; zwei der drei Punktrichter schrieben ihm zehn der zwölf absolvierten Runden gut, während der dritte Punktrichter ihm gar jede Runde zusprach. Ward blieb somit in seiner Profikarriere ungeschlagen und zog in das Finale des Turniers ein, während Abraham den dritten seiner letzten vier Kämpfe verlor und aus dem Turnier ausschied. Im zweiten Halbfinale traf Carl Froch am 4. Juni 2011 in Atlantic City auf Glen Johnson und gewann erwartungsgemäß klar nach Punkten, obgleich ein Punktrichter den Kampf unentschieden wertete. Froch verteidigte somit die WBC-Weltmeisterschaft und qualifizierte sich für das Finale.

### Finale

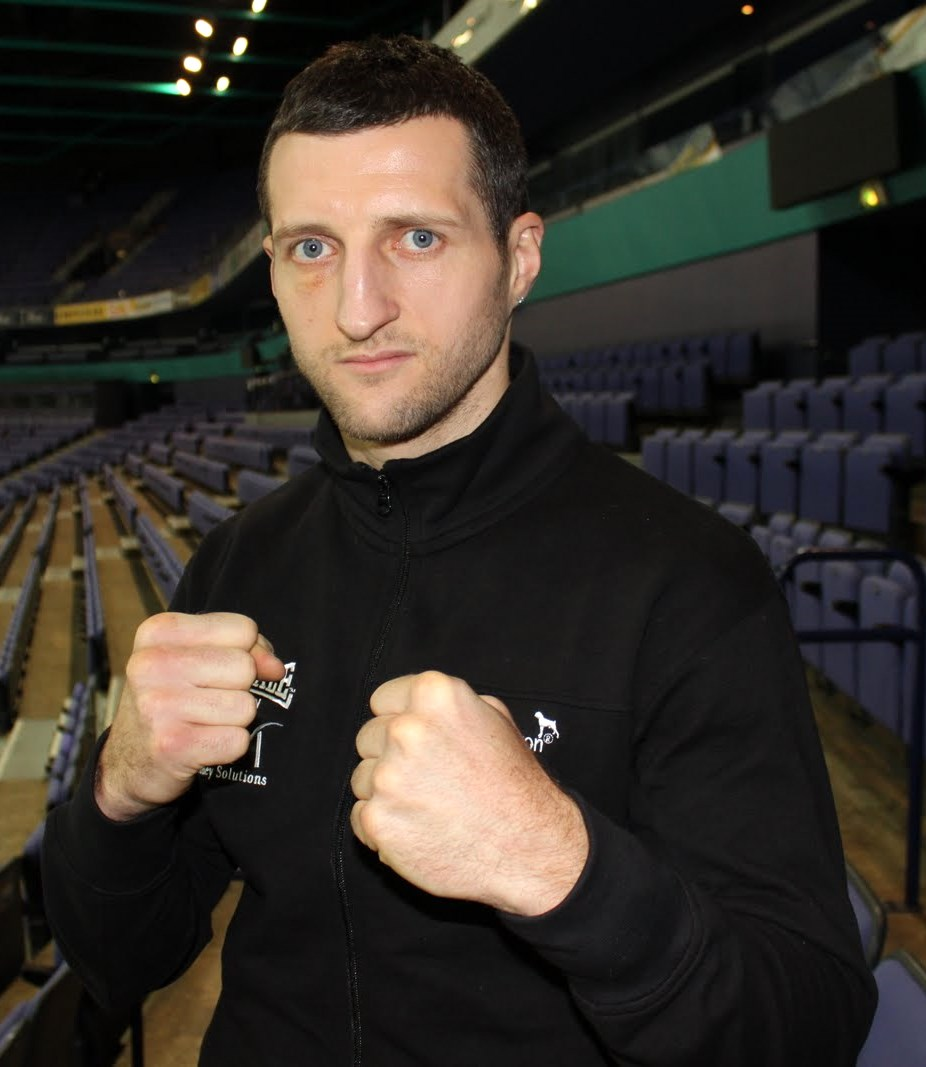
Finalist: Carl Froch (GB)

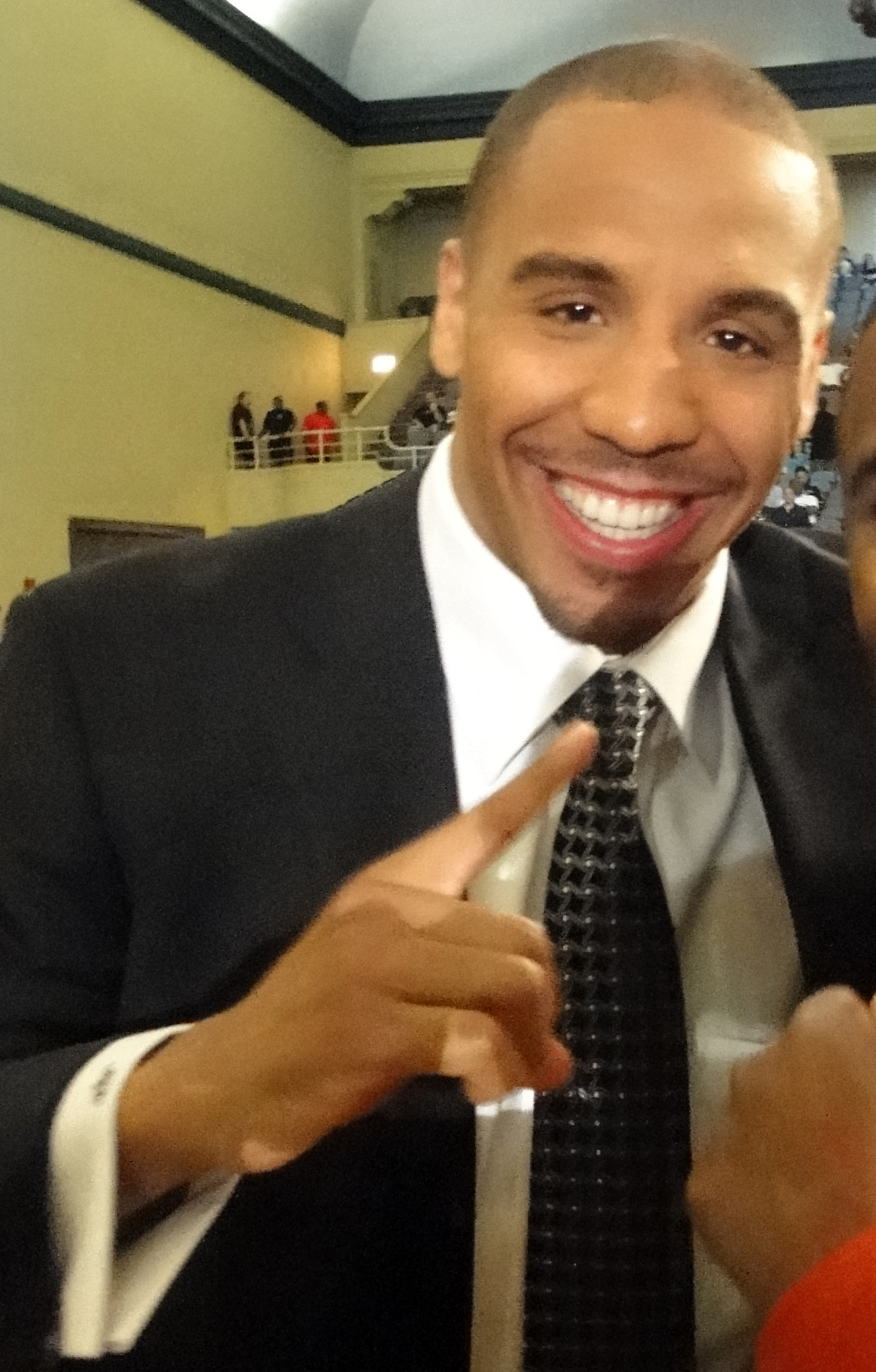
Turniersieger: Andre Ward (USA)

Der Finaltermin, der ursprünglich für den 29. Oktober 2011 geplant worden war, musste auf den 17. Dezember 2011 verschoben werden, da sich Andre Ward im September 2011 während der Vorbereitung auf den Kampf im Sparring eine Platzwunde zuzog, die genäht wurde und zunächst verheilen musste. Der Kampf war ein Vereinigungskampf der Titel der Weltverbände WBA und WBC, die zuletzt 2008 von Joe Calzaghe gemeinsam getragen wurden. Zusätzlich wurde der Titel der renommierten Boxzeitschrift „Ring Magazine“ vergeben. Als Austragungsort wurde die Boardwalk Hall in Atlantic City an der US-amerikanischen Ostküste ausgewählt. Der Kampf ging über die volle Distanz von zwölf Runde und wurde schließlich in einer einstimmigen Wertung der drei Punktrichter zugunsten Wards entschieden. Ward nutzte dabei vor allem seine Vorteile in Beweglichkeit und Schlaggeschwindigkeit gegenüber dem deutlich schwerfälliger und behäbiger wirkenden Froch, der das durch seine im Vergleich zu Ward ausgeprägtere Schlaghärte auszugleichen suchte, was jedoch selten gelang. Dennoch werten zwei der Punktrichter den Kampf nur knapp (115:113) mit einer Runde Vorsprung für Ward, während der dritte Punktrichter nur zwei Runden bei Froch sah (118:110).

### Übersicht
| Jahr           | Tag            | Gegner                         | Gegner                     | Ort                                                 | Ergebnis |
| Gruppenphase 1 | Gruppenphase 1 | Gruppenphase 1                 | Gruppenphase 1             | Gruppenphase 1                                      | Gruppenphase 1 |
| -------------- | -------------- | ------------------------------ | -------------------------- | --------------------------------------------------- | --- |
| 2009           | 17. Oktober    | Arthur Abraham                 | Jermain Taylor             | O2 World in Berlin, Deutschland                     | Sieg von Abraham durch K. o. in Runde 12                                                                          |
| 2009           | 17. Oktober    | Carl Froch WBC-Weltmeister     | Andre Dirrell              | Trent FM Arena in Nottingham, Großbritannien        | Punktsieg (geteilte Entscheidung) von Froch Punktewertung: 115:112, 115:112, 113:114                              |
| 2009           | 21. November   | Mikkel Kessler WBA-Weltmeister | Andre Ward                 | Oracle Arena in Oakland, Vereinigte Staaten         | Punktsieg (technische Entscheidung) von Ward nach Abbruch in Runde 11 Punktewertung: 93:97, 92:98, 92:98          |
| Gruppenphase 2 |                |                                |                            |                                                     | |
| 2010           | 27. März       | Andre Dirrell                  | Arthur Abraham             | Joe Louis Arena in Detroit, Vereinigte Staaten      | Sieg von Dirrell durch Disqualifikation in Runde 11                                                               |
| 2010           | 24. April      | Mikkel Kessler                 | Carl Froch WBC-Weltmeister | MCH Messecenter in Herning, Dänemark                | Punktsieg (einstimmige Entscheidung) von Kessler Punktewertung: 117:111, 116:112, 115:113                         |
| 2010           | 19. Juni       | Andre Ward WBA-Weltmeister     | Allan Green                | Oracle Arena in Oakland, Vereinigte Staaten         | Punktsieg (einstimmige Entscheidung) von Ward Punktewertung: 120:108, 120:108, 120:108                            |
| Gruppenphase 3 |                |                                |                            |                                                     | |
| 2010           | 6. November    | Allan Green                    | Glen Johnson               | MGM Grand Hotel in Las Vegas, Vereinigte Staaten    | Sieg von Johnson durch K. o. in Runde 8                                                                           |
| 2010           | 27. November   | Carl Froch                     | Arthur Abraham             | Hartwall Areena in Helsinki, Finnland               | Punktsieg (einstimmige Entscheidung) von Froch und damit WBC Weltmeister Punktewertung: 119:109, 120:108, 120:108 |
| Halbfinale     |                |                                |                            |                                                     | |
| 2011           | 14. Mai        | Andre Ward WBA-Weltmeister     | Arthur Abraham             | Home Depot Center in Carson, Vereinigte Staaten     | Punktsieg (einstimmige Entscheidung) von Ward Punktewertung: 120-108, 118-110, 118-111                            |
| 2011           | 4. Juni        | Carl Froch WBC-Weltmeister     | Glen Johnson               | Boardwalk Hall in Atlantic City, Vereinigte Staaten | Punktsieg (Mehrheitsentscheidung) von Froch Punktewertung: 116:112, 117:111, 114:114                              |
| Finale         |                |                                |                            |                                                     | |
| 2011           | 17. Dezember   | Andre Ward WBA-Weltmeister     | Carl Froch WBC-Weltmeister | Boardwalk Hall in Atlantic City, Vereinigte Staaten | Punktsieg (einstimmige Entscheidung) von Ward Punktewertung: 118:110, 115:113, 115:113                            |